# Rohrzange

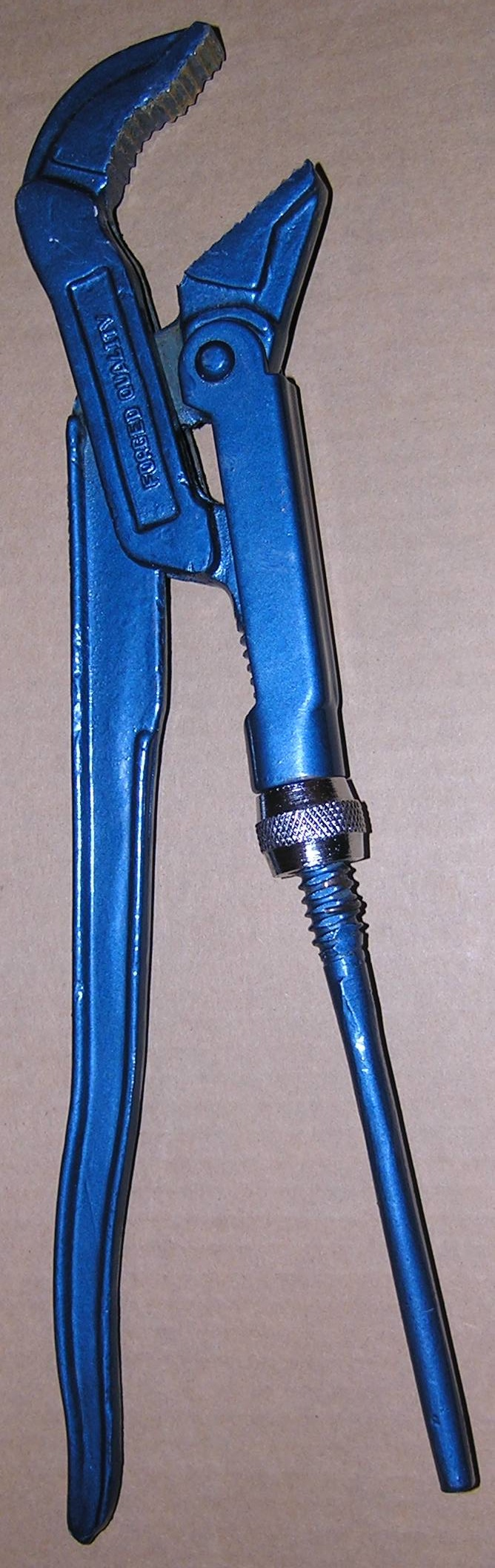
Rohrzange

Eine Rohrzange, Eckrohrzange oder Schwedenzange ist eine Zange für das Arbeiten an Rohren sowie den bei der Rohrinstallation verwendeten Befestigungselementen (Muffen, Überwurfmuttern etc.). Sie wurde 1896 von Johan Petter Johansson erfunden und ist das klassische Werkzeug für die Sanitärinstallation sowie den Heizungs- und Lüftungsbau.

## Standardrohrzange
Rohrzangen unterscheiden sich von Wasserpumpenzangen in der Funktionsweise. Sie sind durch ihren Hebelmechanismus selbstklemmend. Hat man mit der Rändelschraube des unteren Hebelarmes die Maulweite grob eingestellt, muss man die beiden Zangenarme/Schenkel nicht mehr zusammendrücken, um das Werkstück fest zu greifen. Zum Drehen des Werkstückes drückt man einfach auf den dafür ergonomisch geformten oberen Zangenarm. Dadurch ergibt sich zwar eine kraftsparende Arbeitsweise, zum Drehen in die andere Richtung muss die Zange jedoch umgesetzt werden. Auch die Stellung der Greifzähne ist lediglich für das Arbeiten in eine Richtung ausgelegt.
Die ausgeprägten Greifzähne graben sich in die Oberfläche von traditionellen Wasserrohren aus Stahl und deren Verbindungsstücken (Fittings). Diese bieten eine ausreichende Wandstärke, um ein kraftvolles Verschrauben der mit Hanf oder anderen Dichtungsmitteln versehenen Gewinde zu ermöglichen.
Bei ungewöhnlich festsitzenden Rohren oder zu geringer Wandstärke der Rohre besteht die Gefahr, dass das Rohr beim Löseversuch durch den auf Selbsthemmung beruhenden Effekt der Zange eingedrückt oder zerstört wird.
Bei der Verwendung an gehärtetem Stahl besteht die Gefahr, dass die scharfen Zähne einer Rohrzange abstumpfen.
Zur Betätigung von Schrauben und Muttern, die heute überwiegend aus gehärtetem Stahl bestehen, eignen sich daher eher Werkzeuge mit glatten (verstellbare Schraubenschlüssel, Armaturenzange), mit glatten und parallel geführten (Zangenschlüssel) oder mit gehärteten Backen (Schraubzange).
Man unterscheidet Rohrzangen nach Ausrichtung des Maules:
- Maulstellung 90° („Schwede“)

Vorteil: auch bei weit geöffneter Zange stehen die Backen noch genau gegenüber und liegen bei richtiger Einstellung mit der gesamten Länge parallel an den Kantenflächen von Muttern.
- Maulstellung 45° („Eckrohrzange“, „Schrägschwede“ etc.)

Nachteil: bei weit geöffneter Zange stehen die schrägstehenden Backen nicht mehr gegenüber, wodurch Sechs- oder Achtkantverschraubungen schlechter gegriffen werden.
… und nach der Form ihrer Backen:
- gerade (Form A, zum Greifen von Gegenständen mit parallelen Flächen, wie z. B. Muttern)
- eine gerade, eine ausgebuchtet (Form B, zum Greifen von Gegenständen mit parallelen Flächen oder runden Gegenständen)
- s-förmig (Form C, zum Greifen von runden Gegenständen)

Die Zangen sind gewöhnlich in Längen von 250–700 mm und mit Spannweiten ab 35 mm erhältlich.
Eine weitere Modifikation ist die Rohrzange mit gestufter Schnellverstellung. Hier wird die Maulweite nicht über die Rändelschraube variiert, sondern durch einfaches Verschieben des Zangenschenkels in geöffnetem Zustand und durch dessen Einrasten auf einer Zahnstange in geschlossenem Zustand.

## Einhandrohrzange
Konstruktiv eindeutig von der gemeinen Rohrzange unterscheiden lässt sich die Einhandrohrzange. Dies ist eine in sich geschlossene Zange, in deren Hauptarm ein kleiner, federnd gelagerter zweiter Arm sitzt, der ähnlich der gewöhnlichen Rohrzange mit einer Justierschraube auf die gewünschte Maulweite einstellbar ist. Die federnde Lagerung erlaubt ein ratschenartiges Arbeiten, denn die Backen pressen sich beim Anziehen fest an das Rohr und öffnen selbsttätig beim Anheben des Griffes (Einhandbedienung). Ähnlich funktionieren klappbare Ringratschenschlüssel für eine bestimmte Sechskantgröße.